# Binnenmarkt-Informationssystem
Das Binnenmarkt-Informationssystem (Internal Market Information System, IMI) ist ein webbasiertes Netzwerk zum Informationsaustausch zwischen öffentlichen Stellen im Europäischen Wirtschaftsraum. Es wurde von der Europäischen Kommission zusammen mit den Mitgliedstaaten der Europäischen Union entwickelt, um die Verwaltungszusammenarbeit über Grenzen hinweg zu vereinfachen und zu beschleunigen. Der Informationsaustausch über IMI wurde im Jahr 2008 gestartet. Über IMI können öffentliche Verwaltungen auf lokaler, regionaler und nationaler Ebene ihre Ansprechpartner in anderen Ländern ausfindig machen und mit ihnen Informationen austauschen. Vorübersetzte Fragen und Antworten sowie eine maschinelle Übersetzungsfunktion ermöglichen es den Behörden, in ihrer eigenen Sprache zu kommunizieren.

## Hintergrund
Die Binnenmarkt-Gesetzgebung der EU sieht vor, dass zuständige Verwaltungsbehörden der Mitgliedstaaten ihre Ansprechpartner in anderen Ländern durch das Zurverfügungstellen von Informationen unterstützen. Zum Teil muss auch im Rahmen der Gesetzgebung ein Austausch zwischen den Mitgliedstaaten und der Europäischen Kommission erfolgen (zum Beispiel für die Mitteilung von nationalen Maßnahmen zur Umsetzung von europäischem Recht). IMI wurde entwickelt um diesen täglichen Austausch von Informationen zu erleichtern.

## Hauptakteure
IMI wurde dezentral angelegt. Deshalb liegt die praktische Umsetzung von IMI in der Verantwortung des jeweiligen Mitgliedstaates.
Es gibt mehrere Akteure, die im IMI-System relevant sind.

### Zuständige Behörden
Die Zuständigen Behörden sind die Hauptnutzer von IMI. Es handelt sich um öffentliche Einrichtungen, die für die Anwendung der Binnenmarkt-Rechtsvorschriften verantwortlich sind. Sie können auf nationaler, regionaler oder lokaler Ebene angesiedelt sein.

### IMI-Koordinatoren
Es gibt einen nationalen IMI-Koordinator (National IMI-Coordinator, NIMIC). Die Aufgabe des NIMIC ist es, den reibungslosen Ablauf von IMI im eigenen Land sicherzustellen. Nationale IMI-Koordinatoren können einen Teil ihrer Aufgaben an zusätzliche Koordinatoren delegieren, die sich zum Beispiel um einen bestimmten Rechtsbereich oder eine geografische Region kümmern, je nach Verwaltungsstruktur des entsprechenden Mitgliedsstaates.

### Europäische Kommission
Die Europäische Kommission ist verantwortlich für den Erhalt und die Pflege sowie für die Weiterentwicklung von IMI. Sie bietet Helpdesk-Leistungen an und führt Schulungen für IMI-Koordinatoren durch. Zudem verwaltet und unterstützt die Kommission das Netzwerk der IMI-Koordinatoren, setzt sich für die Ausweitung des IMI-Systems ein und erstellt Berichte über die Performanz des Systems.

## Formen des Informationsaustauschs in IMI
IMI bietet seinen Nutzern eine Reihe von Arbeitsabläufen, um die Verwaltungszusammenarbeit zwischen den Mitgliedstaaten des Europäischen Wirtschaftsraums zu vereinfachen.

### Informationsanfragen
Wenn eine zuständige Behörde Informationen von einer Behörde aus dem Ausland benötigt, kann sie eine Informationsanfrage senden. Dieser Austauschmechanismus nutzt Listen von vorübersetzten Fragen und Antworten, die in allen EU-Sprachen zur Verfügung stehen. Zusätzlich können Dokumente angefügt werden. Nur die zuständigen Behörden, die direkt an einem Informationsaustausch beteiligt sind, können auf die Inhalte zugreifen.
IMI könnte zum Beispiel zum Einsatz kommen, wenn ein deutscher Lehrer die Zulassung bekommen möchte in Portugal zu arbeiten. Wenn die zuständige portugiesische Behörde die Echtheit seines Abschlusszeugnisses überprüfen möchte, kann sie IMI nutzen, um eine Informationsanfrage an ihre Partnerbehörde in Deutschland zu senden. Die portugiesische Behörde kann die zuständige deutsche Stelle aus allen im IMI registrierten Behörden ermitteln. Sie wählt dann die Fragen, die sie stellen möchte, aus einem Katalog vorübersetzter Fragen aus und verschickt sie über IMI. Die deutsche Behörde kann die Anfrage akzeptieren und eine Antwort zurück an die Behörde in Portugal senden. Dank der vorübersetzten Fragen und Antworten und der integrierten maschinellen Übersetzungsfunktion können beide Behörden in ihrer eigenen Sprache kommunizieren.

### Notifizierungen (Mitteilungen)
Notifizierungen basieren auf einem Informationsaustausch von einer Behörde an viele Empfängerbehörden. Bei dieser Art des Informationsaustauschs können Behörden eine oder mehrere andere Behörden und/oder die Europäische Kommission vorwarnen oder benachrichtigen. Die Dienstleistungsrichtlinie (Richtlinie 2006/123/EG) zum Beispiel sieht vor, dass Mitgliedstaaten sich gegenseitig vorwarnen können, wenn im Zuge der Erbringung von Dienstleistungen Gefahren für Gesundheit und Sicherheit von Personen oder für die Umwelt entstehen.

### Repositorien (Datenbanken)
IMI-Repositorien sind Datenbanken, in denen Informationen zu bestimmten Politikbereichen gespeichert werden. Der Zugang zu einem Repositorium kann entweder auf eine bestimmte Gruppe von Behörden begrenzt sein oder der Zugang ist für alle IMI-Nutzer offen. Ein Beispiel für ein solches Repositorium in IMI ist die Datenbank in der verschiedene Register verzeichnet sind, die von den Zuständigen Behörden im Europäischen Wirtschaftsraum geführt werden. Die Repositorien in IMI verfügen über mehrsprachige Suchfunktionen.

## Rechtsgrundlagen
IMI wird in allen Mitgliedstaaten des Europäischen Wirtschaftsraums für die Verwaltungszusammenarbeit genutzt. Es ist als flexibles System konzipiert, das für viele Bereiche des Europäischen Binnenmarktes genutzt werden kann. Mit der IMI-Verordnung (Verordnung (EU) Nr. 1024/2012), die im Dezember 2012 in Kraft getreten ist, wurde ein umfassender Rechtsrahmen für IMI geschaffen. Die IMI-Verordnung beinhaltet ein vollständiges Regelwerk für den Schutz personenbezogener Daten in IMI und gibt die Vorgehensweise für die Ausweitungen von IMI auf zusätzliche Rechtsbereiche vor.
Die Nutzung von IMI umfasst derzeit die folgenden Rechtsbereiche (Stand Dezember 2020) :
- Berufsqualifikationen (Richtlinie 2005/36/EG geändert durch Richtlinie 2013/55/EU)
- Europäischer Berufsausweis (Richtlinie 2013/55/EU)
- Dienstleistungen (Richtlinie 2006/123/EG und Entscheidung 2009/739/EG)
- Entsendung von Arbeitnehmern (Richtlinie 96/71/EG und Richtlinie 2014/67/EU)
- Grenzüberschreitender Straßentransport von Euro-Bargeld (Verordnung (EU) Nr. 1214/2011)
- Patientenrechte (Richtlinie 2011/24/EU)
- SOLVIT (Empfehlung 2013/461/EU)
- Rückgabe von Kulturgütern (Richtlinie 2014/60/EU)
- EU-Typengenehmigungen für nicht für den Straßenverkehr bestimmte mobile Maschinen und Geräte (Verordnung (EU) 2016/1628)
- DSGVO – Datenschutz-Grundverordnung (Verordnung (EU) 2016/679)
- Öffentliche Urkunden (Verordnung (EU) 2016/1191)
- Transfer von Feuerwaffen – Pilotprojekt (Richtlinie 91/477/EWG geändert durch Richtlinie 2008/51/EG und Richtlinie (EU) 2017/853)
- Consumer Protection Cooperation (CPC)- Netzwerk – Pilotprojekt (Verordnung (EU) 2017/2394)
- Elektronischer Geschäftsverkehr – Pilotprojekt (Richtlinie 2000/31/EG)
- Fahrerlaubnisse für Triebfahrzeugführer – Pilotprojekt (Durchführungsbeschluss 2014/89/EU)
- EJN – Europäisches Justizielles Netz für Zivil- und Handelssachen – Pilotprojekt (Durchführungsbeschluss (EU) 2019/1253)

Die Nutzung von IMI wird zurzeit auf weitere Rechtsbereiche ausgedehnt.